# Командорський заповідник
Командорський заповідник (рос. Государственный природный биосферный заповедник «Командорский») — природоохоронна територія на крайньому сході Росії. Заповідник розташований в Алеутському районі Камчатської області на Командорських островах; включає чотири великих острови — Беринга (1667 км²), Мідний (186 км²), Топорків (0,5 км²) і Арій Камінь (0,3 км²), поанд 60 дрібних островів і прилеглу акваторію Берингового моря і Тихого океану. Загальна площа заповідника — 3648,7 тис. га, в тому числі 3463,3 тис. га- морська акваторія. Охоронної зони немає.

## Історія
Командорські острови були відкриті в 1741 році під час експедиції, яку очолював командор Вітус Беринг, і названі на його честь. Довгий час після відкриття острова були нежилими, перші поселенці — алеути та нащадки алеутів з підданими Російської імперії до яких застосовувавалася назва креоли стали обживати острова тільки в 1825 році, утворивши своєрідну і неповторну за своїми етнічними традиціям культуру з російськими впливами. Село Нікольське на найбільшому з Командорських островів — острові Беринга — єдине поселення алеутів в Росії.
За часів Царської Росії Командорські острови були одними з основних постачальників хутра, поповнюючи царську казну. Безконтрольне винищення тварин, «хутрова лихоманка», привели до масового винищення котиків, катастрофічно скорочуючи їхню чисельність. Тільки наприкінці XIX століття почала здійснюватися охорона лежбищ і були введені обмеження видобутку каланів і морських котиків. Контроль над промислом каланів і заборона видобутку морських котиків були введені в 1911 році.
За радянських часів ситуація на Командорських островах покращилася — з 1958 року була введена заборона на вилов риби у тридцятимильній зоні навколо островів, в 1980 році на території островів був створений заказник, який з 1983 року набув обласного значення. Федеральне значення і назву "Державний природний заповідник федерального значення «Командорський» отримує 23 квітня 1993 року, а наприкінці 2002 року йому присвоюється статус «біосферного» під егідою ЮНЕСКО.
Заповідник створено для охорони і вивчення природних комплексів Командорського архіпелагу, розташованого в акваторії Берингової моря і Тихого океану. Тут зберігаються найбільші лежбища морських ссавців, пташині базари, унікальна популяція мідновського блакитного песця, гніздування ряду видів птахів на західній межі свого поширення. Командори — єдине місце в світі, де мешкала морська корова, про що свідчать збережені до наших днів скупчення її кісткових останків на о. Берінга.
Під особливою охороною перебувають історико-археологічні пам'ятники XVIII—XIX ст. пов'язані з першими відкривачами Командорського архіпелагу. З 2002 р заповідник включений до Всесвітньої мережі біосферних резерватів.

## Природа
Командорські острови належать до природної країни Берингії з типовою для всього узбережжя Берингового моря природою. Ландшафти островів — приморська тундра, й пейзажі Командорів досить похмурі: невисокі сопки, пологі виярки, озера і річки, численні зручні бухти і гострі миси. На островах немає жодного дерева, окрім карликових беріз.
На території Командорських островів розташований найбільший у світі біосферний заповідник. Всі острови архіпелагу вулканічного походження. Дотепер 47 вулканів тримають людей у напрузі. 25 з них постійно димлять..
Клімат островів морський субарктичний, і влітку тут постійно хмарно, вітряно, середня температура близько 10 °C, взимку острови заносить снігом до вершин сопок. Часті шторми.

### Фауна

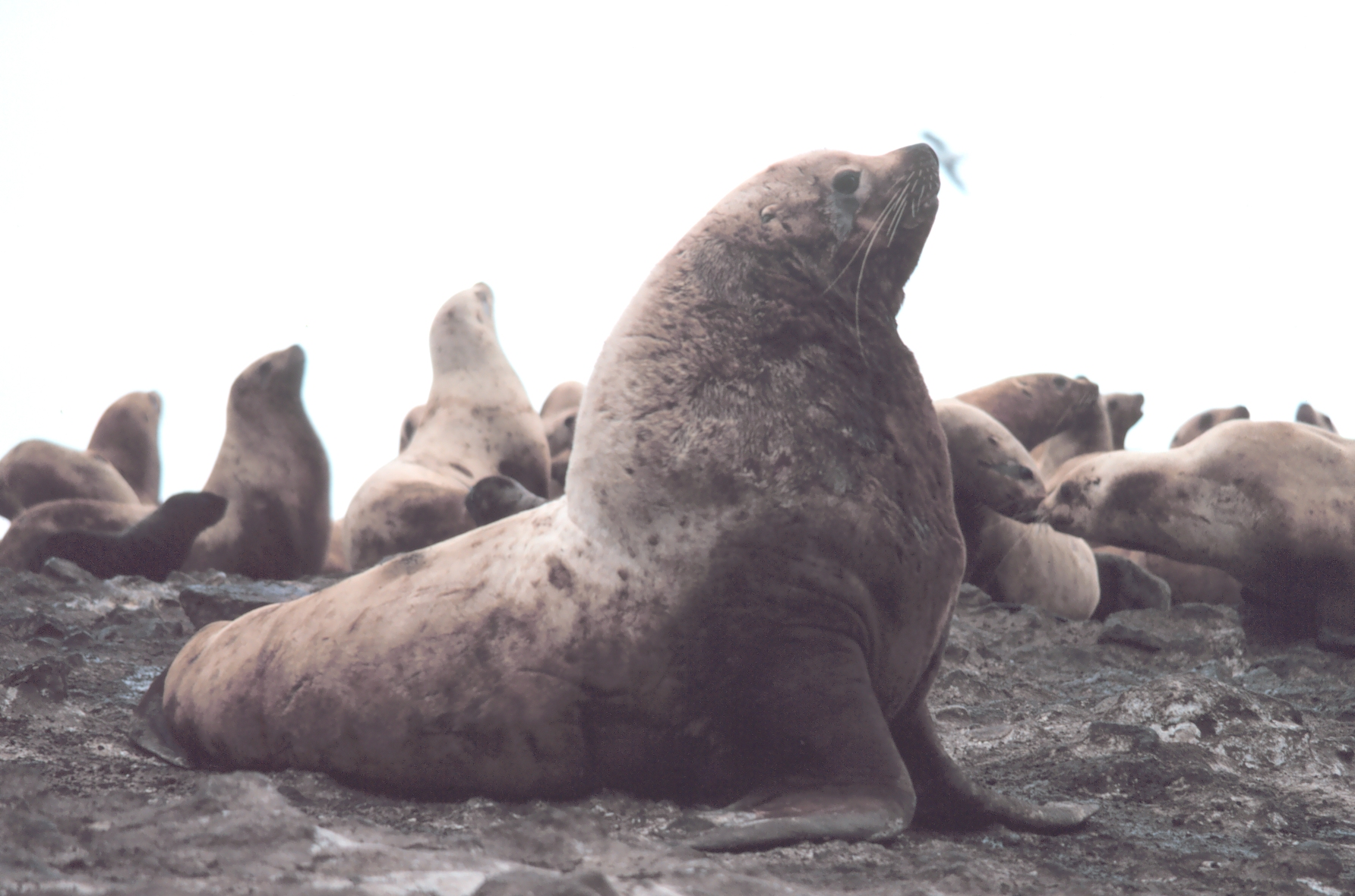
Сивуч- прикраса Командорський островів

Командорські острови виняткові своєю морською полярною фауною. Тут можна спостерігати у природних умовах океанських птахів, ластоногих, морських молюсків і кишковопорожнинних. На островах зустрічаються величезні пташині базари і ліговиська. Під час відпливів оголюється дно, де можна побачити різних медуз, актиній, асцидій, морських їжаків, балянусів та інших.
Серед птахів на островах найцікавіший баклан, який ще й дуже поширений коло берега. У внутрішніх районах островів у значних кількостях мешкають ворони. Окрім того, дуже багато невеликих морських птахів: топорики (найпоширеніші), тупики, крячки, гагари, мартини.
На узбережжі багато лігвищ великих ластоногих. На островах мешкають нерпа, калан і північний морський котик, часто зустрічається морж, але найпоширеніший великий ссавець Командорських островів — сивуч, ластоногий, зовні подібний на моржа, та без бивнів. Із суходольних ссавців на островах поширений песець. У навколишніх водах зустрічаються кити.

## Визначні пам'ятки
На території Командорського заповідника розташовані об'єкти, що представляють історичну і культурну цінність, а також пам'ятники природи. Це арка Стеллера, бухта Буян, острів Арій Камінь, бухта Командор (о. Беринга), колишнє село Преображенське (о. Мідний). Суворою зимою 1741 р бухта Командор стала останнім притулком на життєвому шляху керівника Другої Камчатської експедиції, капітана-командора російського флоту Вітуса Іонассена Беринга (1681—1741) і 13 членів екіпажу його корабля. На місці їхнього поховання зараз стоїть пам'ятний знак. Також в бухті Командор археологами знайдені свідчення неолітичних стоянок, які говорять про те, що острів відвідувався древніми мореплавцями задовго до експедиції Беринга.
Колишнє село Преображенське на острові Мідний — пам'ятник історії заселення та споживчого природокористування на островах. Тут збереглися залишки старого алеутського кладовища (XIX століття), могила помічника повітового начальника М. М. Лукіна-Федотова, який організував оборону Командор під час російсько-японської війни 1904—1905 рр., надгробна плита на могилі відомого російського вченого, доглядача за рибними і хутровими промислами А. І. Черського (1879—1921), пам'ятники історії місцевого значення часів російсько-американської компанії (1799—1867 рр.), копані стежки по північній частині острова Мідного, житлові ями на місцях поселень.

## Туризм
Командорські острови приваблюють туристів з усього світу своєю дикою, первісною, незайманою природою. Період з липня по вересень — найсприятливіший для відвідування заповідника. Для туристів розроблені два діючі маршрути: «Алеутська стежка на острові Мідний» і «Знайомство з фауною і флорою острова Беринг». Програма круїзів включає в себе відвідування села Нікольського, лежбища морських котиків, огляд островів Топорків, Мідний, Арій Камінь.
Дістатися до адміністративного центру Командорських островів — села Нікольського на острові Беринга, можна трьома способами: літаком Л-410 з аеропорту Єлізово, вертольотом MI-8 або морським пасажирським судном. Подорожі по заповіднику проводяться на автомобілях ГАЗ-66, УАЗ, ЗІЛ-131, Урал або пішки, по воді — на моторних човнах «Zodiac».